# آق‌کمر
آق‌کمر (به قزاقی: Akkemer) یک منطقهٔ مسکونی در قزاقستان است که در استان آق‌تپه واقع شده‌است. آق‌کمر ۲۶۸ متر بالاتر از سطح دریا واقع شده‌است.